# Stéphane Gombauld
Stéphane Gombauld, né le 5 mars 1997 à Saint-Claude en Guadeloupe, est un joueur français de basket-ball. Il évolue aux postes d'ailier fort et pivot.

## Biographie
Dans les équipes de France de jeunes, Gombauld est le leader de sa génération. Il peine toutefois à s'imposer en première division française.
Gombauld est candidat à la draft 2018 de la NBA. En juin 2018, alors que son équipe de Lille dispute la demi-finale des playoffs du championnat de deuxième division, il quitte son équipe pour participer au NBA Global Camp de Trévise auquel de nombreux scouts NBA sont présents,. Il retire son nom de la draft quelques jours plus tard.
Pour la saison 2019-2020, Gombauld intègre l'effectif de l'ADA Blois Basket 41.
En août 2020, Gombauld rejoint le KK Mladost Zemun un club qui évolue en première division serbe et en deuxième division de la Ligue adriatique.
En juillet 2021, Stéphane Gombauld signe pour 2 ans au SLUC Nancy Basket et remporte le championnat de France de Pro B. Il est aussi élu MVP du championnat. De retour en ProA, il marque 13,6 points en moyenne par match lors de la saison 2022-2023 et quitte Nancy à la fin de la saison.
En juillet 2023, Gombauld s'engage avec le club italien du Dinamo Basket Sassari. Après une deuxième saison en Italie (Pallacanestro Reggiana), il fait son retour à Nancy.

## Palmarès
- Championnat d'Europe des 20 ans et moins :
  -  Médaille de bronze au championnat d'Europe des 20 ans et moins en 2017.
- Champion de Pro B 2021-2022
- MVP du championnat Pro B 2021-2022
  - Meilleur moyenne de points par match de Pro B
  - Meilleur moyenne d'évaluation par match de Pro B